# 歴史書
歴史書（れきししょ）とは、歴史を記述した書物のことである。
歴史書を記述するのは目的意識を持った、そして多くの場合職業的な歴史家である。執筆の目的は歴史そのものへの興味、過去を後世に伝えるため、独自の史観を表現するためなどさまざまである。為政者の支配の正統性を主張するなど、政治的動機による場合も多い。
時系列に従って事件が記述される。記述される内容は政治史・軍事史を主とすることが多い。基本的なスタイルとして、事項が時系列順に並べられたもの（編年体）と重要な個人の事績を追って記述するもの（紀伝体）の2つがある。
歴史書を記述する歴史家は既存の史料を収集・比較・批判し、ある基準によって取捨選択（史料批判）を行う。この作業がなされない場合は歴史書とは言えず単なる記述にとどまる。また、歴史家の想像はできる限り排除される。想像が勝つ場合は歴史文学となる。例えば『三国志演義』など。
原理的に歴史書は二次史料以下の史料となるが、当時の史料が失われていることも多く、その場合一次史料並みの扱いを受けることもある。
上記の例外として、歴史記述を目的としたわけではない重要事件の記録がのちに歴史書と見なされることも多い。ガイウス・ユリウス・カエサルの『ガリア戦記』などは、その顕著な例である。